# Lodovico Giustini
Lodovico Giustini (12 décembre 1685 - 7 février 1743) est un compositeur et claviériste de musique classique italien de la fin du baroque et du début de la période classique. Il est le premier compositeur connu à écrire de la musique pour piano. 

## Biographie
Giustini naît à Pistoia, d'une famille de musiciens dont l'origine remonte au début du XVIIe siècle ; par coïncidence, il est né la même année que Bach, Scarlatti et Handel. Le père de Giustini était organiste à la Congregazione dello Spirito Santo, un groupe affilié aux jésuites, et un oncle, Domenico Giustini, également compositeur de musique sacrée. 
En 1725, à la mort de son père, Giustini devient organiste à la Congregazione dello Spirito Santo et y acquiert une réputation de compositeur de musique sacrée, principalement de cantates et d'oratorios. En 1728, il collabore avec Giovanni Carlo Maria Clari sur un ensemble de Lamentations qui ont été exécutées cette année-là. En 1734, il obtient le poste d'organiste à S Maria dell'Umiltà, la cathédrale de Pistoia, poste qu'il occupe pour le reste de sa vie. En plus de jouer de l'orgue dans les deux institutions religieuses, il joue sur le clavecin à de nombreux endroits, souvent dans ses propres oratorios. 

## Œuvres et influence
La renommée principale de Giustini repose sur son œuvre 12 Sonate da cimbalo di piano e forte detto volgarmente di martelletti, op. 1, publiée à Florence en 1732, qui est la première musique de tout genre écrite spécifiquement pour le piano. Elle est dédiée à Dom António de Bragança, le frère cadet du roi João V du Portugal (la cour portugaise étant l'un des rares endroits où le piano primitif était fréquemment joué). 

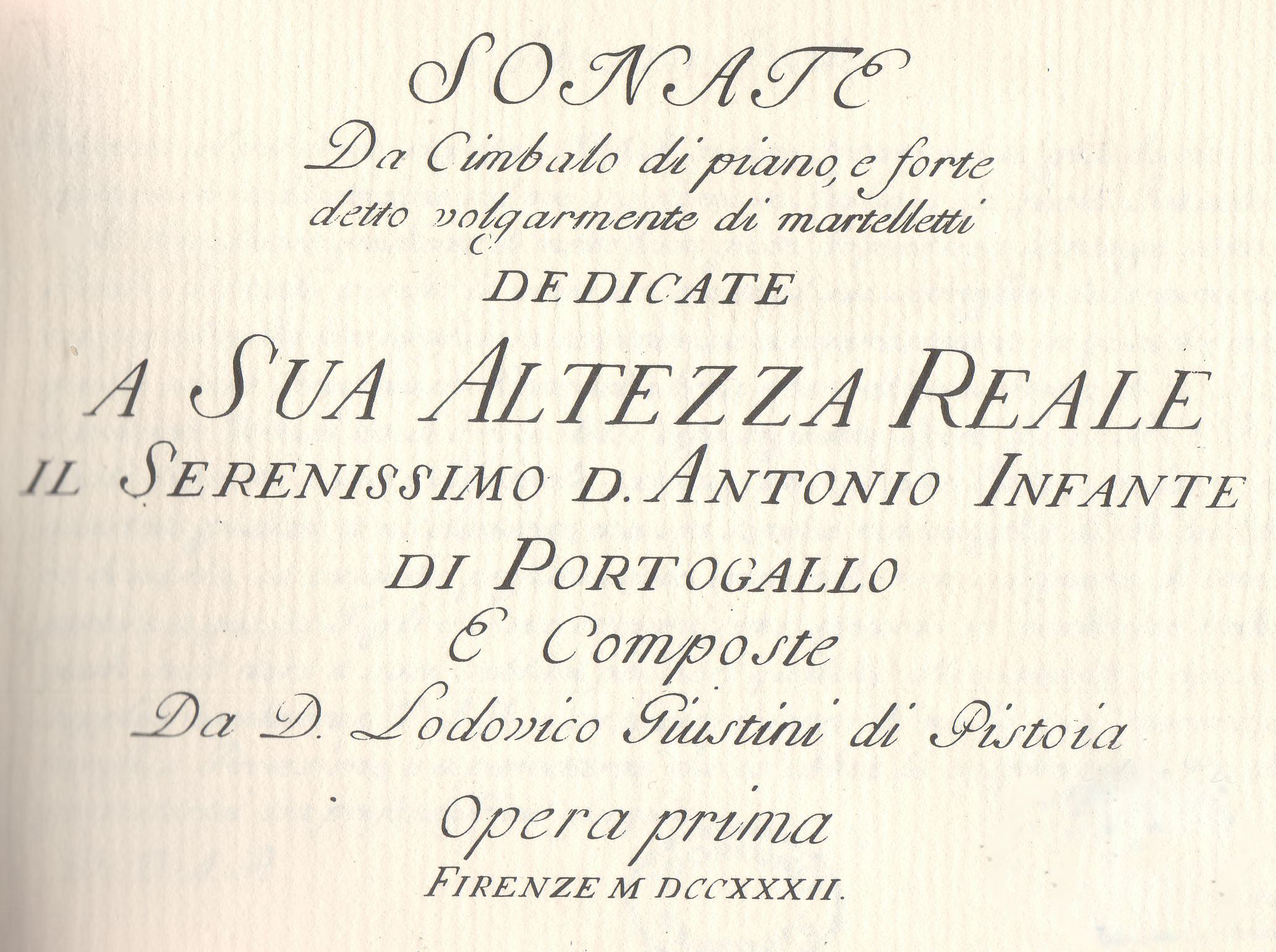
Frontispice des 12 Sonate, 1732.

Ces pièces, qui sont des sonates da chiesa, avec des sections alternées rapides et lentes (quatre ou cinq mouvements par sonate), ont précédé toutes les autres musiques spécifiquement écrites pour le piano d'environ 30 ans. Giustini a utilisé toutes les capacités expressives de l'instrument, comme le large contraste dynamique des possibilités expressives qui n'étaient pas disponibles sur les autres instruments à clavier de l'époque. Harmoniquement, les pièces sont transitoires entre le baroque tardif et les débuts de la période classique, et incluent des innovations telles que des accords de sixième augmentés et des modulations de touches distantes. 
James Parakilas fait remarquer qu'il est assez surprenant que ces œuvres aient été publiées. Au moment de la composition, il n'existait qu'un très petit nombre de pianos, appartenant principalement à la royauté. Il suppose que la publication de l'ouvrage était censée être un honneur pour Giustini ; cela représente « un geste de magnifique présentation d'un musicien royal, plutôt qu'un acte de promotion commerciale ». 
Bien que de nombreuses performances de ses œuvres sacrées à grande échelle soient documentées, toute cette musique est perdue, à l'exception de fragments tels que des airs dispersés. La renommée de Giustini repose sur sa publication de son ensemble de pièces pour piano, bien qu'elles semblent avoir suscité peu d'intérêt à l'époque.

## Discographie
- 12 sonates pour clavecin ou pour le forte-piano - Andrea Coen, pianoforte Kerstin Schwarz d'après Cristofori 1726 (2-7 février 2009, 3 CD Brilliant Classics 94021) (OCLC 762587907)
- Sonate da cimbalo di piano e forte Sonates nos 1, 2, 7, 8, 10 et 11 - Wolfgang Brunner, copie d'après un Cristofiori 1726 (7-9 février 2009, CPO) (OCLC 651945932)